# Клюев, Леонид Лаврович
Леони́д Ла́врович Клю́ев (4 (16) августа 1880, Казань — 29 января 1943, Москва) — офицер Русской императорской армии и советский военачальник, генерал-лейтенант (1940).

## Биография
Русский, выходец из крестьян. В Русской императорской армии с 1902 года. Выпускник Казанского юнкерского пехотного училища 1904 года. С 1904 года служил в 149-м пехотном Черноморском полку. Участник Русско-японской войны 1904—1905 гг.
Окончил два класса Николаевской военной академии (1914). Участник Первой мировой войны. Штабс-капитана (имел старшинство в чине с 09.08.1912 г.), вступил в войну в чине капитана (старшинство с 9.08.1913). В 1915 году причислен к генеральному штабу (1915). С сентября 1916 года — старший адъютант штаба 5-го армейского корпуса Юго-Западного фронта. С декабря 1917 года — начальник штаба 10-й пехотной дивизии, с января 1918 года — выборный командир 5-го армейского корпуса.

## Служба в РККА
С марта 1918 года — добровольно в РККА. С мая 1918 года — помощник военрука Нижегородского губернского военкомата. С ноября 1918 года — начальник оперативно-разведывательного отдела штаба Южного фронта. С 26 декабря 1918 года — начальник штаба, а с 26 мая по 28 декабря 1919 года — командующий 10-й армией. В это время 10-я армия воевала на Южном и Юго-Восточном фронтах, участвовала в обороне Царицына от войск Кавказской армии генерала П. Н. Врангеля. Руководил армией в Августовском контрнаступлении Южного фронта и в Хопёро-Донской операции. Член РКП(б) с 1919 года (редчайший случай, к концу гражданской войны в партии состояло всего 12 бывших офицеров).
С января 1920 года — заведующий 2-ми Московскими пехотными курсами комсостава РККА. С июня 1920 по февраль 1921 года — начальник штаба 1-й Конной армии, которая в это время участвовала в Львовской операции, Варшавской битве, в наступлении в Северной Таврии.
После Гражданской войны — преподаватель Военной академии РККА, затем — начальник и комиссар Московской пехотной школы, помощник начальника Высшая тактическо-стрелковая школа командного состава РККА имени Коминтерна «Выстрел» (с марта по май 1923 года временно исполнял должность начальника курсов), начальник отдела Главного управления военно-учебных заведений РККА, начальник отдела Наркомата по военным и морским делам. С декабря 1930 года — на преподавательской работе в гражданских вузах (в частности, в МИТХТ), с января 1933 года — руководитель кафедры Военно-химической академии РККА, доктор военных наук, профессор. 28 ноября 1935 года присвоено звание комдив, 4 июня 1940 года переаттестован в генерал-лейтенанты.
Похоронен в Москве на Введенском кладбище (12 уч.).

## Награды

### СССР
- орден Красного Знамени (1923)
- юбилейная медаль «XX лет Рабоче-Крестьянской Красной Армии» (1938)

### Российская империя
- орден Святой Анны 3-й степени с мечами и бантом (16.01.1915)
- орден Святого Владимира 4-й степени с мечами и бантом (20.05.1917)

## Сочинения
- Борьба за Царицын (1918—1919 гг.). — М.; Л., 1928;
- Камышинская операция Десятой Красной армии, июль 1919 г. — М.; Л., 1928;
- Первая конная армия. — М.; Л.: Госиздат. Отд. воен. лит., 1928;
- Боевой путь Первой конной армии. — М.; Л.: Госиздат. Отд. воен. лит., 1930;
- Первая конная Красная армия на польском фронте в 1920 году. — М.: Воениздат, 1932.
- Боевая подготовка красноармейца и контрольные цифры зимней учебы. — М.: Гос. воен. изд-во, 1930.